# Józef Kopeć
Józef Kopeć (* 1758; † 1827 in Luszniewo) war ein polnischer Patriot, General und Tagebuchautor.
Kopeć wurde von seinem Vater erzogen und in Polnisch, Latein, Geometrie und Fremdsprachen ausgebildet. Um 1774 trat er in die Armee ein und diente in der litauischen Kavallerie. Am Russisch-Polnischen Krieg 1792 nahm er im Rang eines Leutnants teil. Er beteiligte sich am Kościuszko-Aufstand, nahm dabei an den Schlachten von Dubienka und Gołkowo und der Verteidigung von Warschau teil, wurde zum Vize-Brigadegeneral befördert und von Kościuszko für seine Tapferkeit mit einem Ehrenring ausgezeichnet.
In der Schlacht bei Maciejowice am 10. Oktober 1794 wurde Kopeć verwundet und kam in russische Gefangenschaft. Er kam nach Kiew und Smolensk und wurde im April 1795 nach Sibirien verbannt. Über Kasan, Perm, Jekaterinburg, Tobolsk, Irkutsk und Ochotsk wurde er bis nach Ust-Kamtschatsk gebracht, wo er bis zu seiner Begnadigung durch den Zaren Paul I. im November 1796 blieb.
Nach seiner Rückkehr nach Polen betrieb er erfolgreich die Rückgabe der Güter in Luszniewo, die seiner Familie seit dem 18. Jahrhundert gehört hatten. Dort ließ er sich nieder und gründete eine Familie. 1812 wurde er Mitglied der Freimaurerloge Gorliwy Litwin. Alexander I., Zar von Russland und König von Polen, ehrte ihn nach 1815 mit der Ernennung zum General.
Als Autor wurde Kopeć mit seinem Tagebuch (Dziennik). Es erschien 1837 in Wrocław, wurde ins Französische (1839–41) und Russische (1896) übersetzt und diente als Vorlage für Antoni Goreckis Złączenie się brygady Kopcia z Kościuszką (1834), Lucjan Siemieńskis Wieczór u jenerała Kopcia (1842) und Juliusz Słowackis Prosagedicht Anhelli.